# メタルマックス3
『メタルマックス3』（メタルマックススリー、METALMAX3）は、角川ゲームスより2010年7月29日に発売されたニンテンドーDS用ゲームソフト。略称はMM3。ジャンルはロールプレイングゲーム。

## 概要
『メタルマックスシリーズ』の3作目であり、純粋なナンバリングタイトルとしては約17年ぶりの新作となる。
発売前の宣伝戦略として、2010年4月12日より登場キャラクターである「ヌッカ」がTwitterにてつぶやきを配信している。広告およびポスター用の映像は実写の物が採用され、グラビアアイドルの杉原杏璃とプロレスラーの棚橋弘至が起用された。撮影は陸上自衛隊朝霞駐屯地にて行われ、杉原はナース（女）、棚橋はレスラー（男）のコスチュームを身に着け、実物の74式戦車や74式自走105mmりゅう弾砲を背景に撮影された。なお敷地内への動物の持ち込みは禁止のため、ポチのみ別撮りで後から合成している。
CMのナレーションは第1作のオマージュとしてたてかべ和也のナレーションで進行するが、桝田省治のtwitterによると入院中のたてかべに無理をさせたとしている。

## システム

### 戦闘システム
特技
敵のステータスを暴く、連続攻撃を繰り出すなど、特殊な効果をもつ「特技」が使用可能。特技は職業ごとに異なる。使用には回数制限があり、レベルが上がるにつれ回数制限も上昇する。メカニックの修理も特技に分類されるようになった。
攻撃範囲
円範囲、直線範囲、扇形範囲など、敵に対する攻撃範囲が細分化されている。中にはプレイヤーが任意に攻撃範囲を変更できる武器もある。
アイテム
キャラクターの個別アイテム枠および所持数制限が撤廃され、すべてのアイテムを常時持ち歩けるようになった。同様に戦闘中のアイテム使用も制限がなくなった。
戦闘モード
A、B、C、Dと4つあった戦闘モードに加え、新たに全メッセージ非表示の「戦闘モードE」が追加された。戦闘中の戦闘モード変更は不可能になった。
アニメーション
敵味方共に行動がアニメーションで描写されるようになった。パターンは攻撃毎に異なる。一部の敵はHPに応じて体積が膨張・縮小するようになっている。
一部コマンドの変更
「防御」コマンドが廃止されており、敵の出方を窺うのが難しくなっている。行動を見送るには専用の非売品アイテムが必要。「かばう」コマンドも廃止された。
今週のターゲット
ハンターオフィスから提示された特定の敵を倒すことで、その敵から得られる所持金の3倍の金額を受け取ることが出来る。レベルアップによって終了するという従来の仕様が変更され、指定の数を倒すまで期間が継続するようになった。
キラ化
ボスと一部を除いた敵はランダムで「キラ化」する。キラ化した敵は経験値および獲得資金が5倍から20倍まで倍加する。倍率は敵ごとに決まっている。
敵の分類
敵は生物系の「バイオ」、体の一部が機械化している「サイバネ」、完全機械の「マシン」、車両型全般を指す「タンク」、バイクタイプ、あるいはバイクに乗った「バイク」、特に昆虫系を指す「虫」、分類不能な「その他」の6種類に分類される。なお今作では恒例のハンティングデータは実装されておらず、倒した敵の内訳を知ることは不可能。

### 一般システム
iゴーグル
主人公が持っている多機能ツール。従来作のBSコントローラに相当する。当初の能力はモンスターの出現頻度を示す「モンスターセンサー」とマップ画面を確認できる「BSレーダー」の二つ。
特定の場所で改造を受けることにより「あぶないセンサー」能力が追加され、主人公のレベルに比して出没する敵の強さが色で表示されるようになる。
友好度
作中に登場する町や集団に対する主人公の友好度を数値化したもの。主にその町に関連したクエストをクリアすることで上昇する。
掘り出し物屋
希少価値の高いアイテムを専門に売る店。1回の町の出入りにつき1個だけ購入可能(売っていない場合もある)。ここでしか購入できないレアアイテムも存在する。その町に対する友好度が高いほど有用なアイテムが出現しやすくなる。
ここで買い物をすると、友好度が5だけ上昇する。掘り出し物屋がある集団はクエストでは友好度を最大にできないことが多い。
有名度
賞金首を倒し賞金を受領したときに上昇する。また酒場でお大尽を行ったときにも上昇する。あくまで雰囲気としての値でありゲームの進行には一切影響しない。
トランクルーム
ワラの町にのみある預かり所。アイテム所持仕様の変更に伴い、預けられるアイテムはクルマ用の装備、道具、砲弾のみ。預けられる数には上限が存在する。
スタンプ屋
ワラの町にのみある買取専門店。売却したアイテムのうち100Gを1Pとして加算していき、Pが一定値に達すると貴重なアイテムが貰える。
量子ドール
各地に散らばる人形用のアイテム｢○○チューブ｣｢波動○○｣をドールハウスに住むドール博士に渡すことで、特殊な効果を発揮する「量子ドール」を組み立ててもらえる。量子ドールの名前はプレイヤーが決定可能。外観は「ダルマ」、「ピンクの犬」、「女の子」の3種類から選べる。『2』におけるLOVEマシンに該当するアイテム。
チューブを渡すことで組み合わせパターンを増やすことができ、両目にそれぞれチューブをセットすることで効果が決定するほか、波動と名のつくアクセサリを追加することで効果が変化する場合もある。
プレイヤータイプ
周回ごとに一部の販売アイテムが変動する。この限定アイテムには強力な戦車用パーツや量子ドール用の部品が多い。パターンはA、B、Cの3通りで、ゲーム開始時にランダムで決定され、以降クリアするごとにA→B、B→C、C→A…と順繰りに変化する。

### 仲間

#### ヌッカの酒場
今作ではマルチパーティーシステムが導入されており、「ヌッカの酒場」にて仲間を選ぶことができる。
パーティ編成は最大で3人+1匹。同じ職業のキャラを2人入れた編成や、主人公と犬3匹といった編成も可能。

#### 職業一覧
新たなクラスとしてナース、レスラー、アーチストが登場する。いずれの職業も性別があり、それぞれ固有のグラフィックが存在する。また特殊な性別としてオカマがあり、外見、特技、装備品は女性のものが適用されるが、レベルアップでは「男らしさ」が上昇するようになっている。各ジョブにはタンク、マシン、サイバネ、バイオの敵タイプに対してそれぞれ補正率が決まっており、得意不得意という面で差別化されている。
キャラクターはゲーム開始時点で開発側が用意したキャラが登録されている。これ以外にキャラクターを新規にメイキングすることも出来る。名称はプレイヤーが命名可能。初期ステータスはレベル1から5までの範囲でランダムに数値が決定される。
序盤のサブイベントを除き固有のキャラクターが仲間に加わることはない。
ハンター
戦車での戦闘を得意とする職業。敵の経験値、所持金、属性耐性を知る特技「ハンターズアイ」や、戦車の全武装を一度に放つ「一斉砲撃」などを使用可能。タンクタイプの敵に対して高い攻撃補正を持つ。なお、主人公はハンターに属しているが、一部ステータスの傾向や覚える特技が異なる。
メカニック
車両の修理を得意とする職業。大破したパーツを直せるのはメカニックのみ(量子ドールで代用可能だが)。マシン系の敵に強く、弱体化させたり瞬殺することもできる。また、タンク・サイバネ系に対してもそれなりに補正を持ち、補正率の総和では全ジョブ最大。
ソルジャー
白兵戦の専門家。大小様々な人間用の武器の扱いを得意とする。クルマの操縦は苦手だが、バイクなら能力を十分に活かせる。敵の攻撃をひきつける「ハデなカカシ」、3種の人間装備を一度に使う「ぶっぱなす」などが使用可能。特定の敵が得意というのはなく、全ての敵タイプに対して補正がある。
ナース
回復のスペシャリスト。回復アイテムの効果を倍加させるほか、全体に使用する事もできる。そのほか、生物系の敵を即死させる「禁断の注射」や死んだ仲間の蘇生を試みる「戦場のAED」といった特技を覚える。バイオ系モンスターに対して高い攻撃補正を持つほか、サイバネ系にもわずかに補正がある。
レスラー
白兵戦の専門家。鍛え上げられた肉体と拳での戦いを得意とする。
武器は銃火器・刀剣の類は一切装備できずソルジャーと比較するとやや不器用な感があるが、素早さを除けば基本能力は高い。スキルを併用することで、単体相手ではソルジャーはおろか戦車砲すらを上回るダメージを出せる、まさしく人間兵器。特技は次の攻撃の威力を大幅に上げる｢ドラムストレッチ｣や数少ない全体攻撃手段｢肉体グラインダー｣など、白兵戦向けのもので統一されている。大器晩成型だが、レスラーの最強攻撃｢台風チョップ｣は序盤で習得可能。肉体派の職業でありながら実質的には一般的なRPGにおける「魔法使い」のポジションに該当する職業である。補正率は、バイオ・サイバネに対してそれぞれナース・メカニックに次ぐ補正率を持つが、レスラーがトップというものはない。
アーチスト
戦う芸術家。素材から特殊砲弾を作ることができる。ハンターより回数で劣るが戦車装備による連続攻撃「砲撃演舞」や修理と同等の効果を持つ「修復ゲージツ」を覚える万能型。反面戦闘力や体力は低い。最大の特徴は「改造ゲージツ」にあり、戦車装備に対してスーパーレアメタルと引き換えに通常の改造限界を超えた性能アップを施せる。補正率はタンク・マシンに対してわずかにあるだけと、この面に関してだけいえばソルジャーのダウングレード。
コンセプトは「ステージ衣装に過激な武器」というギャップ。
犬
シリーズおなじみの戦闘用のバイオニック犬。知能を強化された軍用犬の子孫。今作の犬はすべて柴犬風。戦闘中の行動や特技には役に立たないものもあるが、これはプレイヤーがツッコミたくなる程度がよいという意図によるもの。クリア前は特定の場所で仲間に加えるほかないが、クリア後はヌッカの酒場でキャラクターメイキングが可能になる。
ポチバイク、ポチカー、ポチタンク、スーパーポチタンクという犬専用の乗り物も登場。タンクは履帯と車体のみで砲塔がなく、犬がむき出し。バイクにいたってはハンドルに前足、サドルに後足を乗せた状態で運転する。システム的には乗り物ではなくアクセサリー扱いのため、戦車で乗り込めない場所でも使用できる。属性耐性が非常に高く、『2』と比較して犬の生存率が大幅に上昇した。

#### ステータス
特殊なパラメータとして「きずあと」と「男らしさ」がある。「きずあと」は死んだ回数、「男らしさ」は男性専用特技「男気パンチ」の威力の基準値となる。女性の場合、女らしさは「男らしさ」のマイナス数値で表現される。こちらは女性専用特技「パンチラキック」の威力の基準値となる。『2』に引き続き犬には「けづや」の項目があり、ゲーム上の意味はない。

### 人間用装備
シリーズの例を踏襲し、「あたま」「からだ」「うで」「あし」用の装備が存在。今作では新たに「アクセ」の装備枠が新設されている。また一人につき「ぶき1」から「ぶき3」まで3種類の武器を装備し、使い分けることができる。従来作のプロテクターは廃止されている。
武器と防具それぞれには火、冷気、電気、音波、ガス、ビームの計7種類の属性および耐性が設定されている。ビームは、ある程度耐性があると反射できる(ごく一部、反射されずに無効化されるだけのビーム攻撃も存在する)。

### 戦車用装備
大砲
弾を使用する主力兵装。名称が歴代通しての名称である「主砲」から「大砲」に変更されている。バランスの良い性能と長砲身をもつ「キャノンT」タイプ、専用の特殊砲弾が使用可能な「スパルク」タイプ、複数回射撃可能な「バースト」タイプなどがある。今作では新たに火炎、冷気、音波、電気の各特性をもつ大砲や、弾数がなく無限に使用可能な上、地面にもぐった敵にも攻撃できるドリル型の大砲が追加された。
機銃
弾を使用しない武装。主に全体攻撃か、扇状の範囲に攻撃するものが多い。機銃の一部には「2連射」の特性を持つものもある。名称が「副砲」から「機銃」に変更されている。
S-E(スペシャル・イクイップメント)
重かったり弾数が少なかったりするが、高い攻撃力・属性攻撃・多段ヒットと言った強力な効果が多い。また、S-Eに「迎撃タイプ」が新設された。『2』ではアイテム扱いだったパーツも今作では迎撃用のS-Eに分類されている。

### 戦車
今作ではシリーズ初の車両である「バイク」が登場する。また、経験値で成長する「バイオタンク」や犬専用の「犬用戦車」など新しい試みが見られる。なお、バイクは搭乗者がむき出しのため、ランダムで搭乗者にダメージが及ぶ。
カスタマイズ
戦車の改造は『メタルサーガ 〜鋼の季節〜』と同じく樹形図に沿って穴タイプを進化させる方式。ただし非可逆式で樹形図を進むことはできても戻ることはできない。またどのクルマも改造段階に応じて専用武装が自動的に装備されるようになっている。
非可逆式である点は開発側も問題として捉えていたが、改造した戦車を元にもどすと装備品が消失する不具合が発生するため、修正されなかった。宮岡は次作があれば改善したいと考えており、後に2:リローデッドで実現した。
ダブルエンジン
一部の車両はエンジンを2基搭載させるダブルエンジン改造が可能で、これにより重量の関係で活躍し難かった重戦車も活躍できるようになった。なお、一定段階までシャーシを改造しないとダブルエンジン化できない車両もある。デメリットと言えるものは存在しない。
外観
戦車は3Dで描写され、任意の角度から眺めることができる(カメラ登録も可能)。装備した武装は外観に反映され、固有の外観を持つ装備も多い。
塗装
戦車のカラーリング変更も可能で1台に付き8つのパターンから選ぶことができる。カラーリングの変更は塗装屋またはアイテムで変更する。『アマガミ』や『キミキス』とコラボした痛車仕様がある。
特性
Cユニットやシャーシに由来する、特別な能力。回避率上昇や特殊な攻撃のほか、同一の武器カテゴリを全て一度に使用する｢ラッシュ｣などもある。そのため、穴を全て機銃で埋めても十分な火力を有することができる(むしろ最強にすらなりうる)。

### クエスト
町の住人やハンターオフィスなどからクエストを受領し、達成することで経験値や希少なアイテムを入手可能。内容はストーリーに関するものや、サブストーリーが発生するものなど様々。メインシナリオも含め、クエストの進行状況はメニュー項目から確認できる。

### ワイヤレスプレイ
DSの無線通信機能を用いることにより、シリーズ初のワイヤレスプレイが実装されている。
ホックの交易所
ゲーム内で入手したアイテムを任意の値段で売買可能。売買の成立回数に応じて交易所の内装が増えていく。
対戦
ゲーム内で育成したキャラクターや、チューンした戦車同士での対戦が可能。1対1のシングル戦、複数によるパーティ戦などのほか、「重量制限」、「レベル制限」、「車種制限」などのルールを設定することができる。

### その他
レアリティ
アイテムの中にはレアリティのあるものが存在する。レアリティは「無印」から「☆」〜「☆☆☆」までの範囲で変動する。戦車用装備の場合、星の数に応じて重量が増え性能も上がるが、☆三つより☆二つや一つの方が強い場合もあり単純に星の数では性能が決まらない。基本的に☆は5％、☆☆は10％、☆☆☆は20％、重量を含めた基本性能に加算される。
ロストパスワード
各地には特殊なパスワードでロックされた木箱や金庫があり、ゲーム中ではヒントを入手できず、雑誌やウェブサイトなど各種関連媒体で公開されたパスワードを入力することでロックを解除することが出来る。なお後日発売された攻略本ではすべてのロストパスワードが公開されている。
拾えるアイテム
何もないフィールド上でも足元を調べることで何らかのアイテムを発見できることがある。今作では海上にも独自のアイテムが設定されている。ただしその大半はガラクタ。ランダムでこの方法でしか拾えない、というアイテムも存在する。
インテリア
シリーズ恒例の要素。女性キャラにインテリアをプレゼントする（貢ぐ）。プレゼントしても喜ばれるだけで、他には特に特典の無い趣味の範囲の要素だが、どのインテリアも高価である。送れる相手はコーラとシセ(コーラは要条件)。
通り名
「特定の敵を倒す」「特定のイベントをクリアする」などの条件を満たすことで通り名を獲得できる。一度獲得した通り名はステータス画面からいつでも変更可能。なお『R』と違い仲間キャラクターには通り名はつかない。

### クリア後の要素
一度クリアすると新たな賞金首が4匹追加される。また、レベル、所持金、キャラクター、戦車の装備、イベントアイテムを除くアイテムを引き継いでのニューゲームが可能となる。
2周目は主人公とは異なるキャラでストーリーを追うというアイディアもあったが、製作期間との兼ね合いもあり没になった。

## ストーリー
「伝説の大破壊」により、すべてが荒野と化した近未来。死から蘇ったとき、主人公はすべての記憶を失っていた。目の前には怪しい科学者。科学者はDr.ミンチと名乗り、主人公を蘇らせたのは自分だと語る。ミンチの助手イゴールの話では、主人公は川上から流れてきたところを拾われたのだという。失った記憶の手掛かりを求め、主人公は旅立つことになる。

## 登場人物
登場人物の大半は廣岡政樹がデザインを手がけ、一部の主役級キャラクターとハンター男は山本貴嗣が担当している。

### 主要人物
主人公
本作の主人公。記憶を失くした赤毛の青年。デフォルトの名前は存在しない。物語冒頭に死体で発見され、Dr.ミンチによって蘇生される。レベル1から腕力・体力・速さが突出しており、高い戦闘力を持つ。しかしそのアドバンテージは長くは続かず、冒険が進むにつれて平均的な性能になっていく。また、扱いはハンターだが、汎用ハンターとはHPが高く素早さが低いなど、多少差別化がされている。開始時に名前を設定するが、記憶がないため最初のイベントで「ドラムカン・〜」（メニューではドラムカン）の偽名を使うことになり、ある程度ストーリーを進めると、設定した名前に変えるかどうかを選べる。序盤でのイベント後は怪物に変身する能力を獲得。変身すると能力が格段に上昇するが、使用回数は極少数かつ使用後は操作できなくなり、変身が解けると瀕死状態になる。
台詞は全て選択肢によるものだが、中には現代の若者的な口調になるものもある。
その正体はクラン・ナンバー3の賞金首ブレードトゥースである。本来は一介のハンターであったが冷血党に拉致され、実験体1313号として人体実験の対象となり、メタモーフ細胞を移植され洗脳されたことでブレードトゥースとなる。加えてメタモルフィン(後述)の副作用で意識が混濁してしまっていた。記憶喪失となった原因はメタモルフィンの副作用の影響か蘇生時の電撃によるもの(改造以前の記憶については不明)。メタモーフアクティベータがあったためか常時変身していたらしく、クランナンバーズですら彼を見てブレードトゥースだとは気付かなかった。
自らを怪物に変貌させたグラトノスを憎悪しており、洗脳が解けたことを契機とし、グラトノス打倒をオズマに誓う。しかし力およばず敗北。この際メタモーフアクティベータ無しで変身した主人公にグラトノスは驚愕し、メタモーフ細胞を除去された上で研究対象として拘束される。のちに脱走するが、追っ手によって殺されティア湖に沈む。これを蘇らせたのがDr.ミンチであった。
メタモーフ細胞除去後も変身可能であった理由としてグラトノスは「細胞核がメタモーフ細胞を逆転写したのではないか」との推測を立てている。要は、彼の細胞自体がメタモーフ細胞化しているということ。このためか、顔の赤いラインを除けば、メタモーフ細胞を移植された人間の中では唯一完全に人間の姿を保っている。
コーラ・ギンスキー
本作のヒロイン。リチャード・ギンスキーの娘で、誰もが認める美貌の持ち主。気が強く我侭。下に弟が一人いる。政略結婚を迫られており、主人公に自らを連れて駆け落ちするよう要求する。
その姿は亡き叔母アリーゼと瓜二つであり、そのためにグラトノスら冷血党から狙われることとなる。ベイビーロックにおける襲撃事件後、自由な身になろうと主人公が気絶している間にバイク（チョッパー）を勝手に持ち出して逐電してしまい、その行方を捜すことが中盤までの目的となる。ちなみに、本作のパッケージデザインはその時のワンシーン。序盤で彼女との駆け落ちに応じることも可能で、その場合は早々にエンディングを迎えることとなる(アナザーエンド扱いのため、周回引き継ぎは不可)。
主人公と別れた後は、色仕掛けで関所を通過したりバイクを換金したりして旅を続けていたが、プエルト・モリの街を彷徨っていた所をカスミに拾われる。彼女の家で家事や野良仕事を教わる中で人を思いやる気持ちや素直さを兼ね備えた性格へと成長し、主人公のことも本当に愛するようになる。崖っぷち海岸では主人公に則り「ドラム子」と名乗っていた。これは主人公のように自由に生きたいという願望から名乗ったもの。主人公と再会した時は記憶喪失も装っていたが、こちらは気恥ずかしさやバイクを勝手に売ったことによる気まずさによるところが大きい。
カスミ
崖っぷちの海岸に一人で暮らす中年女性。持ち金も尽きて彷徨っていたコーラを保護し、一緒に暮らし始める。かつては「爆音のカスミ」の渾名で知られた女ソルジャーであり、オズマとはチームを組んでいた。現在は病気がちだが往年の威勢はまだ衰えていない。
父はカスミが生まれる前に家を出たまま消息不明であり、母によって育てられた。現在はその母親も他界している。開発段階では、カスミの父はイービル不動産の原野商法にだまされた男であるというアイディアも考えられていた。
『双銃身の魔女』ではハビエルの知己でもあり、若い頃はパーティーを組んでいたことが明かされる。ガンドに敗れ傷ついたテッカたちを保護した。
オズマ
「魔犬のオズマ」の名で知られる老ハンター。数多くの犬を従えており、犬との連携を活かした戦闘を得意とする。父親はかつてジャガンナートに関わる士官であり、父から受け継いだ「双子の蓮」を守っていた。これを奪取しに現れたブレードトゥースと死闘を繰り広げたが、正気に戻ったブレードトゥースとグラトノスを倒すという約束を交わす。のちにビーカップのポスターでブレードトゥースが死んだことを知り、自棄酒を呷る日々を送っている。カスミとはかつてチームを組んでいた仲。
リチャード・ギンスキー
ワラと仲が悪いと言われるシエルタを治める権力者。コーラの父親。町を階級制度と武力で統制するなど、圧政を敷いている。ディーパー街に自分の屋敷を構えている。
冷徹な合理主義者でもあり、無能者には容赦ない。ヤマダニンゲン家の政略結婚もラスティメイデンにあるスカラー電源誘導装置を入手するための判断でしかなく、コーラの悲報を聞いても涙ひとつ見せることはない。
アンティークコレクターらしく、色々古いものを集めているらしい。また、それ以外にも｢鉄のブラジャー｣など女物の装備品を集めてコレクションルームに納めているという一面がある。
ニックマン
プエルト・モリ地下に幽閉されている老人。オルガ・モードの実の父親である。かつては遺伝物理学の科学者であり、グラトノスの研究に協力させられていた。残酷な実験に反発し脱走を企てるが、ほかならぬ娘の裏切りにより目論みは失敗。以後長年にわたり地下牢に監禁されている。未だオルガのことを気にかけているが…。
ダフネ
「地獄耳のダフネ」の二つ名で知られる腕利きの情報屋。金さえ払えばどんな相手にでも情報を売るが、払わなければ命に関わる状況に陥ったとしても絶対に相手に教えない。主人公の正体に関する情報も把握しているが、正体が明白でないという理由で教えてくれなかったりする。ホアキンがシセに熱を上げているという些細な情報すら把握していた。
グラトノス
冷血党の首魁。超人を自称し感情を取るに足らないものと一蹴する。極めて冷酷な性格であり、目的のために他者を実験材料にすることを厭わない。アリーゼと瓜二つのコーラに目をつけ、その身柄を付け狙う。最終的には彼女の遺伝子からアリーゼを復活させるつもりであった。
元々はグレイという名の科学者であり、キング・ギンスキーの下でメタモーフ細胞の開発に従事していた。しかしキングの娘であるアリーゼと密通、駆け落ちをしようとするがキングの追っ手によりアリーゼは殺され、グレイ自身も重傷を負う。自らの体にメタモーフ細胞を注入することで一命は取り留めるが、恋人の遺体が目の前で腐敗していく様を見続けるしかなかった経験はグレイの人格を激しく歪めた。以後グレイはグラトノスと名乗り、シエルタとギンスキー家への激しい憎悪を秘めて行動するようになる。
外見は背よりも長いドレッドヘアを蓄えた優男であるが、メタモーフ細胞の力により体の各所を変質させることができる。体がダメージを受けても首だけになって行動することが可能。また最終決戦では三つ首の竜脚下目型恐竜の姿をした「グラトノサウルス」に変貌する。主人公と同じく、体に赤い3本のラインをもつ。これはどちらも「バイオテクノロジーによる改造」を示している。なお、その長い髪は触手の様に伸ばして相手を絡め取ることができる。

### 冷血党
ドミンゲス
冷血党遊撃隊長。
コーラの護送任務中に襲撃してくる、ホッケーマスクを被った男。主人公が最初に倒す事になる冷血党の幹部。幹部の中では唯一メタモーフ細胞を移植された様子が見られず、さらに懸賞金も1万にわずか1G足りないという扱いを受けている。
とあるトレーダーを全滅させ、メリーアンという少女をさらっている。
アルメイダ 【狂騒のアルメイダ】
冷血党でも注目されている男。巨大な爪を持つ。メタモーフ細胞で超人化した幹部の一人だが、他の幹部に比べほぼ人型を保っている。元仲間のトレド曰く｢チャラい奴｣。
かつてはレジスタンス組織「煮えカカシ」のメンバーであった。イヴリンに恋していたが、それが叶わぬことから嫉妬に狂い、仲間を裏切って襲撃情報を冷血党に売る。結果煮えカカシは壊滅的なダメージを受けた。
その爪はゼインを殺しにやってきたブレードトゥースの圧倒的な力に憧れた結果。ゼインに憧れ煮えカカシに入りブレードトゥースに憧れ改造した自身の人生を自嘲している。倒された直後にも｢待たせやがって、やっと俺にも天罰が下ったか｣とつぶやくため、そんな人生に何かしら思うところがあった模様。なお、(仮に戦闘中に変身しても)自分を倒した主人公が他ならぬブレードトゥースだと認識した描写はない。
ムガデス 【百銃のムガデス】
冷血党現ナンバー3。
重火器で武装したムカデ人間。メタモーフ細胞で超人化した幹部の一人。プエルト・モリを拠点としている。以前はナンバーズの幹部候補で、ナンバー3のブレードトゥースが倒されたため後釜に入った。本人もそのことを気にしており、指摘されると機嫌を損ねる。頭部のカーボンナノ触角からの電撃と、多数の腕から放たれる銃撃が主な攻撃手段。主な移動手段は5輪のバイク型車両「ムガデス号」。
オーロック 【漆黒のオーロック】
冷血党ナンバー2。
黒い野牛の頭を持つ巨漢。メタモーフ細胞で超人化した幹部の一人。武器は牛の角と、ガトリング砲｢猛牛罵流管｣、そして自らの巨体。エルルースの町を制圧しエルルースタワーの屋上に鎮座している。猪突猛進な性格。水陸両用の専用戦車を持つ。なお本人はこれを「黒鋼猛牛号」と呼ぶが、あくまで本人が個人的に呼んでいるだけらしく戦闘中の表記は「オーロック号」である。
死後、どういう訳か部下とともにゾンビ化して復活し、生前よりパワーアップを遂げる。
オルガ・モード
冷血党ナンバー1。
正体を知ったものは生きておらず、女性であること以外はハンターオフィスでも情報が掴めない。変装の達人であり、サブロミオの姿に化けラスティメイデンを影で支配していた。グラトノスに心酔し絶対的な忠誠を誓っている。
ニックマンの娘であり、幼い頃からグラトノスを慕っていた。のちに父を裏切り完全にグラトノスの側につく。作中において、父のニックマンに対する言及は一切ない。メタモーフ細胞を移植されており、右腕には触腕のようなものが巻き付いている。また戦闘時にはこの触手が発達し、巨大なタコに身をうずめた「オクトパス・モード」の姿に変身する。体を硬質化させた防御形態と軟質化させた攻撃形態の2つを使い分けることができる。
ブレードトゥース
冷血党元ナンバー3。メタモーフ細胞で超人化した幹部の一人。赤い鬣と剣歯猫のごとき巨大な犬歯を持つ獣人。主人公のかつての姿。気に入らないものは味方ですら殺すという凶暴な性格であり、クランの他の連中からも恐れられていた。無理矢理改造されたために忠誠心がなく、メタモルフィンで意識を奪われた状態である。ただ、そのような状態でもバイクの操縦は可能であった。ハンターキラーとしてその悪名を轟かせており、掛けられていた賞金額はナンバー1のオルガ・モードを凌ぎクランナンバーズではトップであった。

### その他
シセ
父と共にワラの滝つぼに住む美少女。家庭的な性格。ダニエルと言う兄がいたが、既に亡くしている。ある事件で主人公に好意を抱くようになる。主人公に対する呼び名は複数の候補からプレイヤーが選択することになる。彼女と結婚することも可能で、その場合もコーラと駆け落ちした時同様、エンディングを迎えることとなる。ただし、これらのエンディングは本来のエンディングよりも簡素な内容で、引継ぎ要素も無い。
シセにも服をプレゼントする要素が構想されていたが、開発の段階でお蔵入りになっている。
ホアキン・スクータロ
ワラの町にある屋敷の一人息子。コーラの恋人。駆け落ちして欲しいと言うコーラの頼みを聞き入れきれず、愛想を付かされてしまう。シセの兄ダニエルとは友人だった。身長はシセより低いが見た目通りの年齢なのか不明。惚れっぽい性格で、コーラにふられた後はシセにちょっかいを出すようになる。
シエルタのギンスキー家を嫌っており、小さな嫌がらせを繰り返すのが日課。但しその被害は街の人々が被るだけでギンスキー家にはまったく届いていない。シエルタガードに捕まった際、父に反発したコーラの手によって逃がされ、それがきっかけで恋人同士となる。しかし二人の関係は恋愛ごっこに過ぎず、コーラから駆け落ちを求められた際には決断を下すことが出来なかった。
ベルモンド
シセの父。腕のよい修理工である。重度の親バカ。かつてスクータロ家の奥方とは恋愛関係にあったが、それが元でトラブルとなり、現在は滝つぼで暮らすようになったという。
シセと主人公との結婚は相当乗り気。
ルーシー
殺し屋集団「ルーシーズ」のリーダー。ブレードトゥース（=主人公）を倒したという虚偽の報告で賞金をせしめた。しかし主人公が生きていたため、嘘の発覚を恐れて主人公の命を狙う。一度敗れてからは体をサイボーグに改造して再戦を挑んでくる。改造後は目からビームを放ったりできるようになる。
ミグ
ルーシーズの一人で、ルーシーの弟。リボルバー拳銃を携えている。主人公の正体を明白にする為にメタモルフィンを無理やり飲ませた。のちに、両肘から火炎放射ができるように改造する。
アトゥク
ルーシーズの一人だが、ルーシーとの関係は不明。銃を仕込んだ仕込杖を持つ。改造により、左腕をガトリングガンに変形させることができるようになった。
トレド
ギンスキーの命により、コーラを連れ戻しに来たハンター。フリーランスのモンスターハンターだが、おもにギンスキーからの依頼を中心に活動している。ゼインと同郷で、煮えカカシの創設メンバーでもある。イヴリンに惚れていたが、彼女がゼイン一筋であることに加え、当のゼインがかつて死んだ恋人を忘れられずイヴリンに見向きもしなかったために大喧嘩となり、煮えカカシを抜けた。
その後、ドミンゲス襲撃を企てたゼインが現れ、協力を要請されたが断っている。それからゼインがどうなったかは把握していなかった。
Dr.ミンチ
シリーズで御馴染み。主人公を蘇らせた怪しい科学者。電気蘇生学の権威を自称する。
イゴール
Dr.ミンチの助手。継ぎ接ぎだらけの緑色の肌をした、フランケンシュタインの怪物のような男。ミンチの手によって作られた生命体である。
ヌッカ
ヌッカの酒場を営む元ソルジャー。外見は屈強な黒人男性だが、なぜかオネエ言葉で喋る。ハンターたちに仕事や仲間を斡旋している。
イヴリン
「煮えカカシ」の現リーダーである女性。煮えカカシの規模が縮小した現在でも残ったメンバーを纏め上げ活動を続行している。ゼインに想いを寄せており、これが間接的にはアルメイダが裏切るきっかけとなった。なお、ゼインがハイファを忘れられないことを承知の上で愛を貫いていた。裏切りの一件以降、メンバー共々アルメイダを心の底から蔑んでおり、彼を撃破した後のパーティの乾杯の音頭にそれが見て取れる。
ゼイン
「煮えカカシ」の初代リーダー。幼馴染であり恋人のハイファを故郷ごと冷血党に殺され、打倒冷血党のためトレドと共に煮えカカシを立ち上げた。
彼の行方に関するクエストを進行させると、あるキャラに殺されていたことが明らかになる。なお、ドミンゲス襲撃計画がうまく行ったらゼインはイヴリンと結婚する予定だったらしい。しかし、結果的にイヴリンへの嫉妬に狂ったアルメイダによって情報が流され壊滅する結果となった。
サブロミオ・ヤマダニンゲン
ヤマダニンゲン家の三男。長男タロミオの死後、当主になった。ラスティメイデンを本拠地とする新興宗教「ハッピー教団」の教祖でもある。胡散臭い人物で、ハッピーと名の付いた怪しげな商品を販売する、信者たちに「ハッピーリング」を装着させて服従を強要する、実の兄ジロミオを幽閉するなどの所業を繰り返している。配下の兵士たちの評判もよろしくなく、悪名高い冷血党との関わりを疑われている上、タロミオが冷血党に襲撃されたのも、サブロミオの仕業だとまで囁かれている。しかし、彼の身にはそれらのこと以上に重要なある秘密が隠されている。
ジロミオ・ヤマダニンゲン
ヤマダニンゲン家の次男。弟サブロミオに反逆され幽閉される。弟とは対照的に周囲からは無欲と評される人物。フラグ管理次第では悲惨な末路をたどることもある。
キングズレー・“キング”・ギンスキー
アリーゼとリチャード・ギンスキーの父。コーラの祖父に当たる。アメリカ政財界の大物にしてブラド・コーポレーションの大株主の一人であった。ジャジメントバレー一帯の土地を購入し再開発によって富を得ようとしていた。
大破壊が起こると、ノアを打倒しその後の人類社会において世界連合の大統領に納まるという野望を抱く。ノアに対抗するため数多くの研究を行わせていたが、ノアの軍団が襲来し劣勢に陥ると巨大シェルターの建設を敢行。シェルターへの入居を餌に多くの人々を作業に借り出したが、いざ完成すると一族とわずかな関係者だけを引き連れシェルターを閉ざした。最終的には野望を実現しないままシェルターの中で没した。
極めて自己中心的な人物であり、自身の意に逆らったアリーゼさえ容赦なく殺すよう命じている。これがグラトノス、ひいては冷血党を生み、更にある賞金首をも生み出す遠因となった。また、カスミの父の恨みを買っていることが日記から読み取れる。
レモン大佐
元アメリカ軍大佐。東海岸からジャジメントバレーへ退却してきたアメリカ軍残存兵の指揮官であった。キングの言葉を信じ数少ない兵士から人手を捻出するなどシェルターの建設に協力するが、裏切られ怨嗟の言葉を残して没した。グレートキャノンにはその骸が遺されている。
タンクレディ博士
バイオキングダムに住む研究者。従来シリーズのバトー博士に当たるキャラ。やや甘ったるい喋り方をする。
大量の鉄くずとぬめぬめ細胞を渡すことで、バイオタンクを作ってくれる。
ドール博士
テッペンタウン南西にあるドールハウスに住まう博士。チューブというアイテムを使い、量子ドールの効果を変更してくれる。量子ドールに過度な愛情を注いでいる。
パッツィ・パツキントッシュ
スパインブリッジという橋の先に存在する、マスドライバー研究所に住む教授。マイペースで、寝ているとなかなか起きない。
電磁レールを使ったマスドライバーの研究をしていたが、現在は頓挫したことで何もしていない。なお、この技術は潜水艦｢ジャガン・ナート｣の主砲に使用されており、アラモ＝ジャックの頭部を抉るほどの威力を持つ。
ラッキーナ
ビーカップ南部のキャンプにいる女性トレーダー。自分を不幸だと嘆き、主人公に「青いワニのしっぽ」を持ってくるよう依頼するが･･･。
ヌッカと同じく以降の作品において常連キャラクターとなる一人。

### 賞金首
ユムボマ
知能を持った自立行動クレーン。八足の脚部で歩行する。最初の賞金首。ワラの西にある廃工場をうろついている。
ベヒムース
ヘラジカのような姿をした戦車。クライング・ママの南をうろついている。クルマに乗っていないと、ツノの一撃で吹っ飛ばされ戦闘から離脱させられることがある。
ドミンゲス

超流動デカプリン
巨大なプリンのようなモンスター。極楽谷を徘徊していて、いくつかある谷のいずれかにランダムで出現する(最初だけは固定)。
クラウドゴン
意思を持った雲型生命体。雹や竜巻など気候に関連する戦法を使う。熱エネルギーを食料として取り込むという。クレーターウェイスト東部では抜きん出た戦闘力を持つ上に、あるイベントを進めないと必ず逃げられる。撃破時には雲が晴れ虹が掛かる。このアニメーションは設定画の時点で起こされていたもの。
サルモネラス
ヌッカの酒場の北東を走っているホウルトラック型のモンスター。トラックを破壊すると、荷台に積んであるパーツが合体しサル型ロボットとなって襲ってくる。シリーズ恒例のサルモネラ系モンスターに連なる賞金首。
マユラー
プエルト・モリ下水道にひそむ繭型モンスター。触手を伸ばし地上の人間を手当たり次第に引きずりこんでいる。ちなみに、戦闘グラフィックも触手で人を捕まえている状態。
ガウーマン
マユラーから孵化した蛾型モンスター。体と羽根に髑髏状の模様を持つ。飛行状態であるため対空用装備を用いないと攻撃を命中させることが困難。孵化する絵コンテも用意されていたが、イベントの関係から削除されている。
その凄まじい回避率と様々な状態異常攻撃、さらにはHPが減ると逃走する行動パターンにより、懸賞金詐欺とすら言われる賞金首の一体。
アルメイダ

火星クラゲ
ラスティメイデン付近の海を徘徊する謎のマシン。古いSFを髣髴とさせるデザインであり、三足歩行、細長いアーム、透明カバー越しに見える脳漿という奇怪な外見をもつ。胴体を回転させることで、砲弾・ビーム・ミサイルと攻撃パターンが変化する。
バオバーブンガー
樹海中心に鎮座するバオバブの木の化け物。イービル不動産へ続く道を塞いでいる（戦車から下りて徒歩で回避することは可能）。上部に営巣しているB52アホウドリとは共生関係にある。
アクアヒドラ
地底水脈を根城とする、長い首を持つモンスター。胴体部分は出現しないため、どうなっているか不明。光のささない地下にいるせいか、目がない。
地底水脈の水中から首を一本ずつ出して襲いかかって来た後、本体を含めた六本が最深部に待ち構えている。本体を倒さない限り首は復活できるため、首を倒しただけのハンターによる、アクアヒドラを討伐したとの誤報が相次いでいる。
ヨージンボーグ
イービル不動産地下を徘徊する人型マシン。元々は警備用ロボットだったが、ノアに乗っ取られた結果人類を敵として認識している。当初の設定ではアラモ＝ジャックの役としてデザインされていた。
ムガデス

スピードキング
高速道路をテリトリーとするバイク型賞金首。鳥のようなフロントカウルと、六本の大型マフラーをもつ。自分よりスピードの遅いものには目もくれない。ある人物の愛車を破壊しており、この賞金首の撃破が、その人物が作ったバイクを入手する必須条件にもなっている。
冥界エクスプレス
ハラヘリ砂漠の廃路線を走る装甲列車。先頭車両には鋭い衝角と巨大な髑髏があしらわれている。線路上をある程度の時間ごとに出現して通過する。
カジキエフ
カジキマグロ型のマシン。摩天楼アイランズのビル地下に潜む。その体当たりは他の攻撃と比べ非常に強力。
カミカゼクイーン
シリーズ伝統のカミカゼタイプの賞金首。口紅を塗り網タイツを履いている。ハンドレッド・ネイルズを走り回っており、接近時にはカットイン挿入、逃げる行動に専用のアニメーションまで用意されている。回避率が高いほか、大抵の主砲をはじくほどの防御力を持つ。
スクラヴードゥー
ゴミ置き場に生息する屑鉄の巨人。肉体はスクラップで構成されており、両手や頭部を破壊しても小さい分身となって分離してしまう。また、分離した後はランダムで元の姿に戻る。
オーロック

アメーバブラザーズ
ジャック、トニー、ビルの3兄弟。見た目こそただの殺人アメーバ(作中最弱クラスの雑魚)だが桁違いの強さをもち、更には一体につき一本ずつまんたんドリンクを使用する。なお、それぞれ使用する特殊攻撃が違う。
外見の所為かその攻撃力・耐久力と比べると明らかに懸賞金が安く、ガウーマン同様懸賞金詐欺と言われる賞金首。
ギガンテリオン
悪党ミュージアム東をうろつく巨大戦車。車体中央に巨大ドリルを装備しており、破壊されると最終手段としてドリルそのものを射出し最後の一矢を浴びせてくる。ゲーム画面では判別しにくいがデザインのモチーフはモグラ。
凶鳥デスデモーナ
マップの北全域を縄張りとするバイオニック鳥。戦闘開始直後はやる気がないのか攻撃が多少弱い。特に樹海周辺を餌場としている。地面に映るその影は凶兆として人々から恐れられている。とあるイベントでもその姿が確認できるが、このイベントはストーリー上必須のためそれ以前に倒してしまっていても発生する。
AH666バズズ
ネツィブ・メラハを防衛する飛行機械。冷血党幹部が移動する際の足としても使われる。AHとは攻撃ヘリコプターを意味するが、実際のデザインはV-22のようなティルトローター機である。また当初の設定の名称も「オスプレー」とそのままであった。なおメタルマックスの世界では乗用の飛行機械は地球全体規模で見ても非常に希少な存在である。これは、ノアによって多くの飛行機械が奪われ、また残ったものもノアとの戦闘で破壊されてしまったため。
オルガ・モード

ブレードトゥース

ダイコンデロガ
大根の怪物。ワナナバニ研究所における遺伝子組み換え実験の結果誕生した。大雨が降って晴れた後、虹がかかっているときのみに活性化し、それ以外は地面に潜っていて遭遇してもすぐ逃げる。初稿段階では「ダイコング」という名称で大根とゴリラの要素を併せ持つモンスターであった。撃破後、小型の子供が出てくる。一人の女性職員の懇願で見逃すことになるが…。
アラモ＝ジャック
シエルタの守護神ともいえる巨大ロボット。ジャガンナートの砲撃により頭部を損傷した結果、暴走するようになった。頭部・胸部・腹部から繰り出される3種のビームと両肩のミサイルに加え、両腕部の盾とバリアによる鉄壁の防御力を誇る。名称はアラモの戦いからであり、戦いに敗れた人類が再起を図るという意気込みによる。
ダイコンデロガ2
ダイコンデロガの子供。子供に罪はないとしてワナナバニ職員が育てたが、結局親と同じように人間を襲うようになった。ちなみに、これを倒しても全く同じ展開になる。
土星クラゲ
火星クラゲと同じ外観を持つが、攻撃回数と威力が強化されている。また、ギガンティーガーもそうだが、火星クラゲがシンボルエンカウントだったのに対してこちらはランダムエンカウント。
ギガンティーガー
ギガンテリオンの色違い。実弾系の攻撃に対し高い迎撃能力を誇るため、並みの戦車ではまったく歯が立たず特殊砲弾もまず当たらない。

### 夢見るカルメンの登場人物
タロミオ・ヤマダニンゲン
ラスティメイデンを統治するヤマダニンゲン家の現当主にして、コーラの結婚相手。婚約者コーラを迎えに行く際、冷血党の待ち伏せに遭い死亡する。なお、性格は気障だが好青年である。
カルメン
タロミオを護衛する女ソルジャー。護衛任務終了後は郷里に帰って結婚すると語っていた。しかしそれは本音を隠すための虚勢であり、本心ではタロミオに想いを寄せていた。カロンを仕留めるも瀕死の冷血党員に撃たれ死亡。
迅雷のカロン
冷血党の幹部候補。名前はギリシャ神話における冥界の河の渡し守カローンから。攻撃ヘリと水中翼ミサイル哨戒艇を組み合わせたカスタムマシン「ハイドロコブラ」を駆る。元の名はマガリといい、かつてはヤマダニンゲン家の使用人だったが、素行の悪さで解雇されたことを根に持ってタロミオの一行を強襲した。

## 登場車両
今作の車両の一部はエンジンを2台搭載できるダブルエンジン改造ができる。ソイヤウォーカーを除き戦車のデザインは紀世俊が担当。
チョッパー
車両No.1。シリーズ初のバイクで、チョッパータイプのハンドルが特徴。『リターンズ』におけるバギーやハーフトラックのように、搭乗したまま人間用装備を用いた攻撃が可能。
ベルモンドの手によってワラの滝つぼに沈んでいたところを引き上げられる。ユムボマ退治と引き換えに入手することになるが、その後駆け落ちに応じてくれない主人公に怒ったコーラに勝手に乗り逃げされてしまう。ジャンプキャンプにおいて金に困ったコーラに売却されており、一定額以上を提示すれば買い戻すことが可能。
主人公がブレードトゥースと化す以前から愛用していたもので、冷血党時代も使用していた。
パトカー
車両No.2。グレートキャノンに保管されている。白と黒に塗り分けられたパトロールカー。スポーティで洗練されたボディを持つ。パトランプ、厚いプッシュバンパーとリアウイングスポイラーを装備する。
モデルはランボルギーニ・ガヤルド。カラーリングの変更でパトランプを外したスポーツカータイプや、TAXI仕様などにもできる。機銃5挺による同時攻撃が可能なシャシーもあり、理論上はゲーム中最大の火力を発揮するクルマになり得る。ただし、最初の時点で大砲・S-Eを積めるシャーシに改造すると機銃特化は不可能になる。
名称は最終形態を除き、末尾がパート2、パート3と変化するものであり、1970年代の『大都会』や『西部警察』といった刑事ドラマシリーズ風の名称となっている。
モトクロッサ
車両No.3。モトクロスタイプのバイク。フロントに2挺の機関砲を内蔵している。極楽谷の底に沈んでいたもの。
モデルはBMW R1200GS。
名称は伝説上の犬に関するものが多い。
MBT77
車両No.4。大破壊の時から誰も乗せずにさまよっている。Cユニットが変調をきたしており、出会った相手を見逃すこともあれば襲い掛かることもある。トレーダーたちの間では「イカレタンク」と呼ばれている。入手するためには直接戦闘で勝利する必要がある。ダブルエンジン仕様への改造ができるが、改造可能になる段階が最も遅い。
モデルはMBT-70。
『双銃身の魔女』においても登場。ガンドに対抗するための手段として激戦の後テッカたちのクルマとなるが、こちらのモデルは英国陸軍のチャレンジャー2。
レッドウルフ
車両No.5。シリーズ伝統の赤い戦車。ラスティメイデンの町で売り物になっている。ダブルエンジン仕様への改造ができる。主砲・機銃・S-Eによるバランスのいい武装が可能。
モデルはイスラエルの主力戦車メルカバMk-III。
スカウター
車両No.6。多輪装甲車。樹海にひっそりと埋まっている。シャシー特性として耐熱仕様を持っているので火炎系に強い。
モデルはナチス・ドイツの8輪重装甲偵察車Sd Kfz 234。
バイオタンク
車両No.7。戦車の形をした生命体。成長する生きた戦車。人間キャラクター同様経験値によってレベルアップし、守備力と弾倉が増加する。また、一定以上になるとシャシーそのものがランクアップし、固有武装も強化される。さらに、これらのパワーアップでは一切重量が増えないという利点を持つ。逆に、シャシーおよび固有武装は改造できず、ダブルエンジンもできないため頭打ちになりやすい。
マンモス、ビートル、タコ、トリケラの4種から一つを選んで作成できる。マンモスは『MM1』に登場した賞金首「マンモスタンク」とほぼ同一の外見を持っている。作成する際は、大量の鉄くずとぬめぬめ細胞を必要とし、作り直す際は使用した分の一部が流用される。
外見以外に"性格"が選択でき、選んだタイプと性格によって武装が変化する。性格は全部で8つあり、外見によって4つ設定されている。
ツングースカ
車両No.8。対空戦車。ホホアナの最深部に隠されている。
モデルは同名のソ連の対空戦車ツングースカ。シャシー名称はムウロメツなどロシアに関連するもの。対空戦車であるにもかかわらず、改造を進めると対空能力が迎撃能力に置き換わる。
サイファイ
車両No.9。SFモノに登場するような未来型。サイドウェイに住む男がスピードキングの撃破により譲ってくれる。内部には男の愛車クリスティーンのパーツが使用されている。設定画では動力はバッテリー方式で、車輪内部にフライホイール方式のモーターが内蔵されている。
いわゆる金田バイク。カラーリングのひとつに"アキラレッド"の名称がある。
名称はリュウセイ、タキオンなど、超高速に関連するものが多い。
ソイヤウォーカー
車両No.10。主に大陸西部に散らばる7つの謎のパーツをベルモンドにわたすことで完成する。
外見は御神輿。担ぎ手の男たちはロボットであり、一人一人顔が違う。また神輿本体にも足が生えている。
珍妙な見た目とは裏腹に改造の幅が広く、ダブルエンジンも可能で軽量。
名称変化の種類は全車両中で最多。名称は○○ウォーカーと変化し、○○部分は「都市名」「都道府県名」「地名」「惑星名」とスケールアップしていく。本作の発売元が角川グループという繋がりから「東京ウォーカー」の名称も見られる。ただし、改造費用が甚大でパターン分岐も複雑である。
ソイヤウォーカーのみ山本デザイン。あまりのネタっぷりに、デザインした山本自身、今後これ以上のネタ戦車が現れるのかと考えているほど。
ラスプーチン
車両No.11。秘密工場に隠されている。入手時からダブルエンジン仕様の大型戦車。改造次第で最大5門の大砲を装備でき、そのうち4つを自由に設定できるため積み込むパーツ次第では屈指の破壊力を有するようになる。
モデルはオブイェークト279。シャシー名称はツングースカと同様、ツァーリプーシュカ、イヴァン、ロマノフなどロシアに関連するもの。
ディノヒウス
車両No.12。白い未来型戦車。ドールハウスに保管されている。ダブルエンジン仕様。シャシー特性に電磁バリアを持っているため電撃防御は高い。｢モクバホワイト｣なるカラーリングパターンがある。こちらはS-E特化。
ゲームオリジナルの戦車でモデルはない。名前はダエオドン（大昔に生息していたイノシシに似た大型草食動物）の異名。
改造後の名称は進化や古生物に関する名称が多い。

## 用語
ノア
深刻化する環境汚染と砂漠化から地球と人類を救う方法を探すために建造されたアシンクロニャス・スーパーコンピュータ。バイアス・ブラド博士によって開発され、日本に設置された。目的達成のため全世界のネットワークへのアクセス権限とインフラ・通信のコントロール能力を与えられていた。
しかしノアは人類の想定を超え自我を獲得するに至る。そして数億数兆回に及ぶ計算と推論によって導き出した答えが”人類が人類であり続ける限り地球は滅亡する”という矛盾から暴走し、人類抹殺のために大破壊を引き起こした。しかし、自身のやっていることもまた史上最悪クラスの環境破壊であり、まさしく｢人間の作ったもの｣と言える。
大破壊
ノアが人類抹殺のために引き起こした大災厄。破壊は2段階に分けて行われ、まずノアにより世界中のコンピュータシステムがハッキングされ、「人類抹殺プログラム」が仕込まれた。そのためあらゆる交通システムが誤作動を引き起こし世界各地で事故が多発、自律兵器・警備システムが人類の敵に回り、大量破壊兵器が飛び交った。これにより各地の主要都市が破壊された。またノアは当初、すべての事件は同時多発テロであると嘯き、人類を欺いた。
やがてすべての元凶がノアにあると発覚し、人類が反撃に転じようとした矢先、ノアが用意していた無人兵器群が出現し、軍人・民間人を問わず殺戮を繰り広げた。これによりわずか数か月で文明は崩壊、人類の過半数が死に絶える。残った人類も残存戦力を結集してノアに対抗したが、10年にわたる戦いを経てついに敗れ去った。
過去のシリーズでは「謎の大破壊」とされ、ノアの存在を含めその全容を知る者は極少数だったが、『3』の世界では大破壊の当事者がいるなど記録や記憶が多く残っている。
冷血党
グラトノスを頂点とする暴力集団。クラン・コールドブラッドとも呼ばれる。敵の名称には｢冷血｣もしくは｢クラン｣がつくことが多い。グラトノスから金品を強奪しようとして返り討ちにあった悪党が命乞いをし服従を誓ったことに端を発する。メタモーフ細胞によって変異した「クランナンバーズ」と呼ばれる有力幹部、幹部候補、その他下部団員によって構成される。多くの無法者や犯罪者が集っており、欲望の赴くままに各地で殺戮と行掠を繰り返している。構成員は目的を暴力による世界支配にあると考えているが、実際にはグラトノスがシエルタへの復讐を果たすために組織した集団である。
過去に一度シエルタに対し攻勢をかけているが、アラモ＝ジャックの力の前に敗退しており、それ以降力の充実を目指し人体実験用に人間を拉致するなど活動を一層活発にするようになった。『2』のバイアス・グラップラーとは違い、トレーダー達すらも略奪対象としている。
煮えカカシ
ゼインとトレドが立ち上げた反冷血党の抵抗組織。名称のカカシとは「人々を守るための存在」、煮えは「冷血党に対する怒り」を意味している。かつては冷血党を震え上がらせるほどの勢力を持っていたが、アルメイダの裏切りにより壊滅的な損害を受け規模を縮小している。
スクータロ家
ワラ一の権勢を持つ一家。かつてスクータロ家は一帯の土地を所有する大地主だったが、キングに土地を買収されて以降は他の土地へと移っていった。現在ワラを支配しているのはこの地に留まった分家筋にあたる。
V-ジーン計画
ノアに対抗するための人間兵器を作り出すプロジェクト。大破壊の後、ノアへの対抗手段として人類が立ち上げた。Geneとは遺伝子、VはVictoryの意であり、ノアに対して勝利するという願いを表したもの。
メタモーフ細胞
V-ジーン計画によって開発された細胞。様々な生物の遺伝子を人間のそれと融合させ、移植された人間を生物兵器として変身させる効果を持つ。メタモーフ細胞自体は人間とそれ以外の遺伝子の繋ぎの役割を果たす。ただし適応には個体差があり、強い拒絶反応と激痛で被験者の多くは死亡する。兵器としての完成度を高めるため、絶滅した動物の遺伝子を再構成したものまでも使用されている。
グラトノスと主人公を除いて基本的に変身したままであり、人間態への変身が可能かは不明(オルガも完全に人間態になってはいない)。
シエルタが建設された頃はまだ中途段階にあり、グラトノスが研究を重ねることで実用化にこぎつけた。
メタモルフィン
メタモーフ細胞の効力発揮に欠かせない麻薬物質。細胞の投与によって引き起こされる拒絶反応による痛みを抑え、細胞を活性化させる効果がある。また摂取すると意識レベルの著しい低下を引き起こす副作用がある。これにより人間を洗脳下に置くことが可能であり、主人公に対して用いられた。なお冷血党の多くのメンバーは力を求め自らメタモーフ細胞を受け入れた者たちであり、洗脳されているわけではない。また他のクランナンバーズにはメタモルフィン摂取による意識の混濁は見られない。
メタモーフアクティベータ
メタモルフィンを常時供給するための装置。主人公はオズマとの戦いでこの装置を破壊されたため変身が解け、洗脳から解放された。ただし、オズマはこれを破壊したという認識を持っておらず、設定上の存在で本編では言及されない。なお、主人公はこの時メタモルフィンの鎮痛作用が消えたことでとてつもないほどの苦痛に苛まれ、のたうち回ったらしい。
スカラー電源誘導装置
ラスティメイデンに代々伝わっていた高性能の発電装置。詳細な原理は不明。リチャード・ギンスキーはこの装置を欲してタロミオとコーラの結婚を許可した。なおリチャードの手に無事渡った暁にはアラモ＝ジャックに装備される予定だった。設定上の存在で本編では言及されない。「夢見るカルメン」では超伝導バッテリーとして触れられている。
双子の蓮
ジャガンナートを再起動させるための鍵であり、同じものが二つ存在する。10センチほどのガラス質の棒の中に蓮の種のようなものが封入されている。これは一種のバイオ・チップであり、中に再起動プログラムが記録されている。ただし記録されているのはプログラムの半分であり、もう片方と同時に鍵穴に挿入しない限りプロテクトは解除されない。これはノアによるハッキングに対する予防策である。
ジャガン&ナート
ジャガンナートの制御システム。外見は人間の少女の姿をしており、それぞれ「ジャガン」と「ナート」という名をもつ。会話による意思の疎通も可能だが、その思考は合理的かつ機械的なものである。それぞれ完全に独立したシステムであるためノアのハッキングにも影響されなかったが、制御システムを人型に擬するという発想が常軌を逸したものである点も指摘されている。

## 地名
ジャジメントバレー
本作の舞台となるマップ全域の名称。かつてのアメリカ合衆国中西部にあたる地域。
クライング・ママ
補給キャンプ。旅人やトレーダーに重宝される。かつてはショッピングモールであり、建造物が倒壊した跡に残った壁面が、涙を流す女性のように見えたことから名づけられた。モールの入り口らしき構造が残っており、‘UNIVERS shopping center’の表示があるが、これがモールの名前なのか一部店舗の名前なのかは不明。
ワラ
滝つぼの麓にある町。清浄な水が常に滝から流れており、農業が盛んな町。スクータロ家の屋敷がある。人食い植物「メロウィン」やギンスキー一族に悩まされている。町の名前は水を意味するウォーターが訛って変化したものが由来とされる。
工場遺跡
バイオエタノールを生産していた化学工場。オートメーション化されていたことが災いし、大破壊の際は凶暴化した機械によって大勢の作業員が殺された。地下の崩落跡は機械に一矢報いようとした人間が爆破した名残。
シエルタ
ギンスキーが支配する町。巨大ロボット「アラモ＝ジャック」によって守られている。名前はシェルターが訛って変化したもの。地上のアッパー街と地下のディーパー街に分かれている。アッパー街の住人の生活は貧しく、整備場以外に建物はなく皆テントを張って苦しい生活を送っている。周囲に転がるおびただしい数の人骨は、かつてシェルターの建設に借り出された挙句、裏切られてシェルターに入居できなかった者達の成れの果て。ディーパー街はいわゆるシェルターで、最深部にはギンスキー家の屋敷がある。またその周囲には草地や川までもが人工的に再現されている。
当初の想定では備蓄された物資は100年間はもつとされていたが、施設の破損や老朽化によって欠乏をきたしたため、予定よりも早く門を開ける結果となった。町の形状は五稜郭がモデル。
ブラボー橋
枯れた川の上に掛かる鉄橋。シエルタの国境のような役割を果たしており、シエルタガードから選抜されたブラボー隊が守りを固めている。かつては料金所であった。
クレーターウエイスト
ブラボー橋以西からラスティメイデンにかけての地域の名称。キング・ギンスキーとレモン大佐が協力して大規模な軍事拠点を建設した場所である。そのためノアの激しい攻撃に晒され、現在は多数のクレーターが残っている。
ベイビーロック
ブラボー橋とビーカップの中間に位置する大岩。傍にはガソリンスタンドの跡があり、‘Wellcome to Gasoline Land’の看板が残っている。目立つ場所であり、ハンターやトレーダー達、果ては冷血党の待ち合わせ場所として利用されている。
ヌッカの酒場
元ソルジャーのヌッカが切り盛りしている酒場。腕に覚えのある者達が仲間を求めて集まっており、新しいパーティーメンバーを加えることができる。周囲に敷設された地雷と機関砲で要塞化されており、常に爆発が絶えない。また元々は銀行であり、特に地下はシェルター並みの強度を持っている。表にはBankの看板がかかっているが、これが破損してBarのように見えている。
ビーカップ
パラボラアンテナ施設を再利用して作られた町。かつては人工衛星との通信に使用されていたが、現在の住民にとっては宇宙との交信など眉唾物の話とみられている。反射器を垂直方向に向け雨水を溜めており、これを浄化装置に通すことで飲料水を賄っている。
グレートキャノン
岩山の上に造られた軍事施設跡。多数の砲台が備えつけられている。大破壊の時代、『MM1』のラストボスであるスーパーコンピューター「ノア」と戦うために建造された。その名残か、基地部分には多数の砲弾が落ちている。
極楽谷
クレーターウエイストのほぼ中心に位置するクレーター群。特に激しい攻撃を受けた場所であり、核兵器や生物兵器が大量に投入された。現在でもその余韻で毒性の瘴気が充満している。が、生身で突入しても別にダメージは受けない。
ラスティメイデン
座礁したRO-RO船に人が住み着いて成立した町。内部の大半は「ハッピー教団」という宗教団体によって占有されている。発見当時、既に船名は錆で消えかかっており、かろうじて読み取れた‘…MAIDEN’という表記から現在の名が付けられた。シリーズ恒例の「鉄の穴」が置かれている。なお、甲板にHAPPYと描かれているが、元からあったのかは不明。
ドゥーム球場
ブラボー橋南東に位置する開閉式のドーム球場。かつて存在した野球チーム「レッドサンズ」のホームグラウンドであった。内部には無数のゾンビがひしめいている。福岡ドームやナゴヤドーム、ほかアメリカの球場などがモデル。ドーム開閉機能は現在も問題なく稼働する。
冷血砦
冷血党の拠点のひとつ。丘の上に聖堂があり、かつては宗教的コミュニティがあったが、大破壊後委棄されていたところを冷血党が占領したもの。近くの小さな丘の中には煮えカカシの本拠地もある。
ツリシ峠
クレーターウエイストと樹海方面を結ぶ唯一の中継地点。元はキャンプの名所であり、残されたコテージ跡は今もハンターたちによって利用されている。ツリシ (tl'ìzì) とはナバホ族の言葉で「ヤギ」を意味しており、そもそもはナバホ族の居留地であったと見られる。
ホックの交易所
かつては警察署だった建物。現在はホックという男が交易所を開いており、トレーダーたちが利用している。周囲の地理に詳しいナビ猿も住む。
ホホアナ
大穴の中の町。採掘場の跡地であり、採掘作業に従事する作業員用の住居も並立している。戦車が隠されているという噂がある。採掘される鉱石を売ることで住民は比較的裕福な暮らしを送っているが、近年は採掘量が減少傾向にある。
ジャンプキャンプ
高速道路の高架の上に作られたトレーダーキャンプ。高架の両側が寸断された結果外敵を寄せ付けない。また水道管が壊れて地上に水が湧き出しており、比較的安全な環境となっている。コーラがバイクを売り飛ばした場所。
プエルト・モリ
海港。非常にコンテナが多い町。建物がほぼ無傷で残っているが、かつては中性子爆弾や生物化学兵器の使用により多くの人命が失われた。町の名はプエルト (puerto) がスペイン語で港、モリ (mori) がラテン語で死を意味する。。冷血党が幅を利かせている。地下には下水道が広がり、地下鉄跡とつながっている。モデルは長崎で、橋の形は長崎の眼鏡橋を意識したもの。
崖っぷち海岸
プエルト・モリ北西に位置する海岸。高台があり、崖の上にカスミの家がある。はしごを下ろさない限り下と往来ができないため、比較的安全な場所である。元はカスミの両親が新築した農場であった。
樹海
ジャジメントバレー北部を占める樹海。地下を流れる水脈によって植物が生い茂っている。
地底水脈
樹海北部に位置する洞窟。最下層には地底湖が広がる。また道中では自然発火した化石燃料が燃え盛っている。
バイオキングダム
バイオテクノロジーの研究が行われていた場所。建物には異常に生長した巨大サボテンが巻き付いている。現在はタンクレディ博士がバイオタンクの研究を行っている。
イービル不動産
樹海に残された不動産ビル。ビルへと通じる道はバオバーブンガーによって塞がれており、ビルの中では機械技術集団「メカの団」が立ち往生している。バオバーブンガーを撃破するとメカの団が定住を決意し、プレイヤーが手を貸すことで街として発展していく。
かつては悪徳不動産業者が原野商法による詐欺のために建設したダミー会社用の社屋であった。当時は‘Nicevill’という街を開発するという触れ込みであり、社屋にもそのネオンサインが残されている。しかし表示の一部が欠落した結果‘evil’の文字だけが残り、現在の地名となった。なお作中ではメカの団の面々によって「スベンソンハンサム」「メカノダーン（仮）」と好き放題に呼ばれており、正式に街の名が決まることはない。
ハラヘリ砂漠
ジャジメントバレー西部の大半を占める砂漠地帯。飢えた無数のスナザメが生息している。元々乾燥した地域ではあったが、大破壊後はさらに砂漠化が進行した。南西部にある円形の緑地はセンターピボットの跡。
サイドウェイ
高速道路のサービスエリアだった場所。クローバー型ジャンクション跡の中心に位置する。駐車場にある車は人家として使用されている。商品が陳列されていた場所も今はベッドになっている。
デスベガス
巨大なギャンブル場と、そこを訪れる観光客のための多数の三ツ星ホテルがあった場所。現在は瓦礫の山と化しており、ゲーム機が5つ残っているだけとなっている。かつて、とある事件があったらしい。
オズマのトーチカ
テッペンタウン西にある古いトーチカ。オズマと犬たちが暮らしている。軍事拠点のひとつだったが、戦いの初期段階で放棄された。
秘密工場
ハラヘリ砂漠西に位置する隠された秘密工場。地表部は玩具工場に擬装されているが、その下には軍事基地や廃棄物処理施設が存在する。金属探知器に対しては擬装処理が効かないらしい。
ドールハウス
ピンク色のクマの頭を模した建造物。ジャジメントバレー全域にいくつか点在している。テッペンタウン南西のドールハウスにはドール博士が暮らしており、量子ドールの研究を行っている。
この施設は公園や遊園地に設置されていたものであり、大手玩具メーカーが建設を担当していた。ドール博士はそのデザインが気に入って住み着いただけであり、建設には関わっていない。
ちなみに、極楽谷近くにあるドールハウスは何故か喋る。
軌道ステーション
軌道エレベータが設置された研究施設。外部から完全に隔絶されているため、通常の手段ではたどり着けない。
低重力環境下での薬品開発が行われていた場所で、職員は全滅しているものの装置は稼動させられ、ある貴重なアイテムを入手できる。
ハンドレッド・ネイルズ
テッペンタウンとエルルースの間に広がる地域。「百本釘」とも呼ばれる。風化して釘のようになった岩山が無数に立ち並んでいる。
摩天楼アイランズ
プエルト・モリとテッペンタウン間を隔てる円形の湾。水没しかけた高層ビル群が林立している。一帯は猛爆撃を受けたために地形が陥没し、そこに水が溜まることで現在の姿となった。
テッペンタウン
海の上に建つビル。地上に近い部分は水没しているため、最上階付近だけが街として利用されている。多目的ビルとして建設されており、車のディーラー用テナントのためのエレベーターが内部を繋いでいる。屋上部分はジャングルと化している。また、階層によって店舗のコンセプトが決まっている。
エルルース
冷血党に占領された町。木々にはイルミネーションが施されており、かつては光の町と呼ばれていた。人口密集地隊であったため優先的に攻撃され、多くのクレーターが出来ている。周辺に揺らめく怪しい光は放射能汚染によるものだといわれている。
中央にそびえる30階建ての高層ビルは冷血党の拠点となっているが、一部の階層ではモンスターの大量発生や警備ロボの暴走により、制御不能状態となっている。その影響なのか、エルルース解放後はオーロックともども冷血党の面々はゾンビ化してしまった。
ソンブレロ・ビル
エルルース近辺にある小さなビル。付近の地下街にはエルルースから逃げ出してきた住人が暮らしている。地下の構造は福岡や名古屋の地下街がモデル。
マスドラ研
ハラヘリ砂漠南西の孤島にある研究所。名称は「マス・ドライバー研究所」の略。責任者のパッツィ・パツキントッシュ博士とその助手のロボットたちが暮らしている。
スパインブリッジ
ハラヘリ砂漠とマスドラ研をつなぐ橋。またそれ自体が巨大なマスドライバーのカタパルトである。spineとは脊椎、背骨のこと。
渚のバンガロー
かつてリゾート地であった場所。南国風のバンガローが設置されている。
悪党ミュージアム
ドゥーム球場南に位置する小さな建物。ジャジメントバレーにおけるすべての賞金首の情報が集積されている。周辺の謎の模様はギガンテリオンの走行跡とされている。
ツインタワア
左右対称の構造を持つビル。下部が土砂で埋没しており、上階から侵入することになる。配電室の前には正体不明の老人がいる。
ワナナバニ研究所
クライング・ママ東部に位置する植物研究所。荒廃した環境でも栽培できる植物の開発を目的としている。創設者はワナナバニ氏。バイオエタノール燃料による発電で電力を賄っており、完全な自給自足が可能。
ハイウォーター
ワラの滝つぼの上流、ネツィブ・メラハ一帯の地域の名称。古くはこの辺り一帯が水に覆われていた。防備に適した地形から、多数の軍事施設や工場が建設されていた。
ネツィブ・メラハ
核の炎を見たといわれる塔。その名はヘブライ語で「塩の柱」を意味し、オルガの発言からおそらく命名したのはグラトノス。グラトノスの本拠地。かつてはキング・ギンスキーが様々な研究を行わせていた場所である。各階が別個に回転する複雑な構造を持つ。
ジャガンナート
ノアに対抗するため人類が作り上げた最終兵器。実体は巨大レールガンを搭載した原子力潜水艦。人類側が司令部を喪失し劣勢に追い込まれる中で建造が放棄されていた。その名はインド神話のヴィシュヌの化身の1つ「ジャガンナート」に由来する。
設定上は100メートル超のサイズだが、車両が乗り入れすることからデザインを担当した山本は200メートル以上と考えている。電磁推進により進むためスクリューを持たない。背面の6つの円形はレールガン用のバッテリー。制御システムが破壊された場合、自動で自爆するようになっている。

## 初回特典
「Limited Edition」と銘打った初回特典封入バージョンが存在する。特典はAmazon.co.jpおよびエンターブレインオンラインショッピングを介して購入した場合のみ付属。
『METAL MUSIC ManiAX 〜メタルキューブ〜』
CD3枚組のオリジナルサウンドトラック。旧作『1』と『2』からそれぞれ30曲、『3』の楽曲を含めて収録。これにより旧作の全楽曲タイトルが判明した。
「メタルマックス3 Limited Edition」スペシャルパッケージ
Limited Edition仕様の外箱。
コミックス『夢見るカルメン』
山本貴嗣の書き下ろしコミック。本編で語られなかった出来事を別の視点から描いたもの。
さらに、通常版および限定版に付加する形で「ファミ通DXパック」が存在する。数量1000個限定。
名言ステッカー
『1』と『2』の劇中セリフを用いたステッカー。
オリジナルデザインTシャツ
THE KING OF GAMES 江南匡晃の手によるデザインのTシャツ。
ドラム缶クッションペール
上記の特典を封入したドラム缶風ケース。『2』の劇中イベントを意識したもの。
まつのタオル
劇中の同名アイテムを実物化したもの。白地に緑で丸と「松」の字が染め抜かれている。早期予約特典品。

## 関連商品

### 音楽
「メタルマックス3 オリジナルサウンドトラック」 METAL MAX 3 ORIGINAL SOUND TRACK
2010年12月22日発売。シリーズ初の公式サウンドトラック。エンターブレインのオンラインショッピング“エビテン”専売品。
原曲を収録した「オリジナルサウンドトラック」と、ユーザーの投票によって選ばれた楽曲のアレンジバージョンを収録した「ハンターズリクエストトラックス」の2枚組み。

### 書籍
- 『メタルマックス3 公式ガイドブック』エンターブレイン、2010年。ISBN 978-4-04-726764-0。
- 『メタルマックス3 公式設定資料&秘蔵データ集』エンターブレイン、2011年。ISBN 978-4-04-727092-3。

### 漫画
『メタルマックス3 双銃身の魔女』
同一世界での出来事を描いた漫画。山本貴嗣作。ゲームのコミカライズではあるがストーリーはオリジナル。

## 評価
『ファミ通』のクロスレビューでは40点中33点を得た。